# Степове (Маріупольський район)
Степове (до 2025 року — Перемога) — село в Україні, в Нікольській селищній територіальній громаді Маріупольського району Донецької області.

## Географія
На північно-західній околиці села Балка Кунжи впадає у річку Калець. Неподалік від села розташований заказник «Кальчицький — 2».

## Населення
За даними перепису 2001 року населення села становило 18 осіб, із них 83,33 % зазначили рідною мову українську та 16,67 %— російську.